# Norway (Indiana)
Norway – jednostka osadnicza w Stanach Zjednoczonych, w stanie Indiana, w hrabstwie White.